# Castro Neves (político)
Francisco Carlos de Castro Neves (Piracicaba, 25 de abril de 1914 - ?, ? de outubro de 1974) foi um advogado, jornalista e político brasileiro.
Foi ministro do Trabalho e Previdência Social no governo Jânio Quadros, de 31 de janeiro a 25 de agosto de 1961.